# لنز کانن تی‌اس-ئی ۴۵میلی‌متر
لنز کانن تی‌اس-ئی ۴۵میلی‌متر (به انگلیسی: Canon TS-E 45mm lens) نام لنز دوربین عکاسی از نوع اصلاح پرسپکتیو است که توسط شرکت کانن تولید می‌شود. فاصلهٔ کانونی این لنز ۴۵ میلی‌متر، دیافراگم آن دارای ۸ تیغه و ضریب اف آن اف ۲٫۸ تا اف ۲۲ است. این لنز در ۱۹سپتامبر ۹۶ میلادی تولید و عرضه شده‌است.